# Осинцевське
Оси́нцевське (рос. Осинцевское) — село у складі Ірбітського міського округу Свердловської області.
Населення — 402 особи (2010, 483 у 2002).
Національний склад населення станом на 2002 рік: росіяни — 95 %.